# Oiz (Navarre)
Pour les articles homonymes, voir Oiz.
Oiz est une ville et une municipalité de la Communauté forale de Navarre (Espagne). Elle est située dans la zone bascophone de la province où la langue basque est coofficielle avec l'espagnol. Elle appartient à la mérindade de Pampelune et se trouve à 58 km de celle-ci. Le secrétaire de mairie est aussi celui de Donamaria, Beintza-Labaien et Urroz.

## Toponymie
Le toponyme apparait en 1280 avec le nom de Ariz , puis Miguel Sánchiz de Oitz en 1344 et 	oyz en 1350.
Oiz est en usage de 1534 jusqu'à la fin du XXe siècle. Oitz en basque devient le toponyme officiel de 1989 à 2013 avant de redevenir Oiz le 29 novembre 2013.

## Division linguistique
En 2011, 80.5% de la population d'Oiz avait le basque comme langue maternelle. La population totale située dans la zone bascophone en 2018, comprenant 64 municipalités dont Oiz, était bilingue à 60.8%, à cela s'ajoute 10.7% de bilingues réceptifs.

### Droit
En accord avec Loi forale 18/1986 du 15 décembre sur le basque, la Navarre est linguistiquement divisée en trois zones. Cette municipalité fait partie de la zone bascophone où l'utilisation du basque y est majoritaire. Le basque et le castillan sont utilisés dans d'administration publique, les médias, les manifestations culturelles et en éducation cependant l'usage du basque y est courant et encouragé le plus souvent.

### Sources
- (es) Cet article est partiellement ou en totalité issu de l’article de Wikipédia en espagnol intitulé « Oiz (Navarra) » (voir la liste des auteurs).